# Bitwa pod Thiméon
Bitwa pod Thiméon – starcie zbrojne, które miało miejsce w lutym roku 880 koło Thiméon nad rzeką Sambrą (obecnie w rejonie Charleroi, prowincja Hainaut, Belgia). Władca Franków wschodnich Ludwik III Młodszy pobił oddziały wikingów, zabijając 5000 z nich. W bitwie zginął też jego nieślubny syn Hugon, pochowany następnie w opactwie w Lorsch.